# 5 мм Bergmann

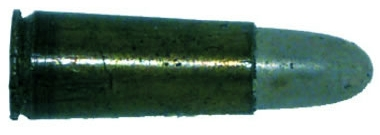

5 мм Bergmann — необычный патрон центрального воспламенения, созданный для одних из самых ранних карманных пистолетов Бергман-Шмайсер 1894 и Бергман 1896 №2. Гильза конусообразной формы и фиксируется в патроннике на стенки гильзы. Ранние версии (иногда называемые 5 mm Bergmann Rimless) были изготовлены без закраины и проточки — стреляная гильза извлекалась из патронника давлением пороховых газов. Позже, когда пистолеты Бергмана получили экстрактор, патроны начали изготавливаться с проточкой и полуфланцевой гильзой. Длинная пуля недостаточно стабилизировалась и была склонна переворачиваться в полёте.